# Musa (Ilkhanide)
Mūsā Khān (fl. XIV secolo) fu un Īlkhān di Persia dal 1336 al 1337. Era un nipote di Baydu.
Fu insediato sul trono dal potente Governatore mongolo di Baghdad, ʿAlī Pādshāh, il 12 aprile del 1336, due giorni dopo aver sconfitto in battaglia Arpa Ke'un. Mūsā non fu nient'altro che un pupazzo nelle mani dell'ambizioso ʿAlī e fu sfidato dal jalayiride Hasan-e Bozorg. ʿAlī fu ucciso e Mūsā fu costretto a prendere la fuga dopo essere stato sconfitto a Qara Darra il 24 luglio 1336. 